# Croatia Records
Croatia Records je največja glasbena založba na Hrvaškem, s sedežem v Zagrebu.

## Povzetek
Croatia Records d.d. je delniška družba, ki jo trenutno vodi direktor Želimir Babogredac, znani tonski mojster. Založba izdaja različne zvrsti glasbe številnih znanih hrvaških in tudi tujih glasbenih izvajalcev kot so Dražen Zečić, Arsen Dedić, Mišo Kovač, Josipa Lisac, Goran Bare, Teška industrija, Thompson, Maksim Mrvica, Crvena jabuka, Jelena Rozga, Novi fosili, Opća opasnost, Rade Šerbedžija, Jacques Houdek, Parni valjak, Leteći odred, Mladen Grdović, Dino Dvornik, Dino Merlin, Hari Rončević, Adastra, Radojka Šverko, Klapa Sveti Florijan, Giuliano, Dječaci, Mate Bulić, Disciplin a Kitschme, Srebrna krila, Divlje jagode, Bosutski bećari in drugi.
Danes Croatia Records obvladuje 70% hrvaškega glasbenega trga. Kot naslednica založbe Jugoton, od katere je prevzela obširen glasbeni in video arhiv, se Croatia Records ukvarja tudi s ponovnimi izdajami digitalno remasteriziranih albumov nekdanjih jugoslovanskih izvajalcev. Zaradi ponovnega povpraševanja po gramofonskih ploščah, se je založba odločila izdajati tudi gramofonske plošče.

## Zgodovina
Podjetje, ki je danes Croatia Records, je bilo ustanovljeno leta 1947 v Zagrebu, prestolnici tedanje Ljudske republike Hrvaške, pod imenom Jugoton, ki je bila največja glasbena založba v nekdanji Jugoslaviji. Pri Jugotonu so izdajali številni znani jugoslovanski glasbeni izvajalci tistega časa kot so Bijelo Dugme, Električni Orgazam, Haustor, Idoli in Leb i Sol, kot tudi številni tuji izvajalci, med njimi Elvis Presley, The Beatles, Rolling Stones, Madonna, U2, David Bowie, Queen, Deep Purple, Pink Floyd, Iron Maiden, Kraftwerk, ... Podjetje je imelo verigo prodajaln po vsej Jugoslaviji. Številni jugoslovanski predstavniki na Pesmi Evrovizije so izdajali pri Jugotonu, vključno z zmagovalci z Evrovizije 1989, skupino Riva.

### Hrvaška samostojnost
Po tranziciji iz socializma v parlamentarno demokracijo leta 1989, se je pojavilo vprašanje hrvaške neodvisnosti. Kmalu po razglasitvi neodvisnosti Hrvaške in razpadu Jugoslavije se je založba leta 1991 preimenovala iz Jugotona v Croatia Records. Istočasno sta se konkurenčni založbi PGP RTB in ZKP RTV Ljubljana prav tako preimenovali v PGP-RTS in ZKP RTV Slovenija. Založba je bila podedovana s strani sedaj neodvisne Republike Hrvaške in je bila kmalu privatizirana. Od leta 2000 založbo Croatia Records upravljajo profesionalci iz glasbene industrije, ki so združeni v podjetju AUTOR d.o.o. Od leta 2001 pa do svojega odstopa leta 2006, je založbo vodil glasbenik Miroslav Škoro.

## Glasbene zvrsti
Pop, rock, zabavna, instrumentalna, klasična glasba, jazz, etno glasba in narodna glasba.

## Izvajalci
Dražen Zečić, Arsen Dedić, Mišo Kovač, Josipa Lisac, Dino Dvornik, Goran Bare, Teška industrija, Thompson, Kemal Monteno, Željko Bebek, Maksim Mrvica, Crvena jabuka, Jelena Rozga, Novi fosili, Opća opasnost, Rade Šerbedžija, Jacques Houdek, Parni valjak, Leteći odred, Mladen Grdović, Dino Merlin, Mejaši, Adastra, Radojka Šverko, Dječaci, Mate Bulić, Lana Jurčević, Buđenje, Bang Bang, Gatuzo, Ante Cash, Srebrna krila, Divlje jagode, Maja Šuput, Bosutski bećari, Neki to vole vruće, Prljavo kazalište in drugi.